# Classement mondial de snooker 1975-1976
Le classement mondial de snooker 1975-1976 regroupe les joueurs de snooker du top 23 pour la saison 1975-1976. Les points sont calculés en additionnant les points accumulés lors des trois championnats du monde précédents (1973, 1974 et 1975).
| no | Nom             | Pays            |
| -- | --------------- | --------------- |
| 1  | Ray Reardon     | Pays de Galles  |
| 2  | Eddie Charlton  | Australie       |
| 3  | Alex Higgins    | Irlande du Nord |
| 4  | Rex Williams    | Angleterre      |
| 5  | Graham Miles    | Angleterre      |
| 6  | John Spencer    | Angleterre      |
| 7  | Fred Davis      | Angleterre      |
| 8  | Gary Owen       | Pays de Galles  |
| 9  | David Taylor    | Angleterre      |
| 10 | Cliff Thorburn  | Canada          |
| 11 | John Pulman     | Angleterre      |
| 12 | John Dunning    | Angleterre      |
| 13 | Perrie Mans     | Afrique du Sud  |
| 14 | Bill Werbeniuk  | Canada          |
| 15 | Warren Simpson  | Australie       |
| 16 | David Taylor    | Angleterre      |
| 17 | Jim Meadowcroft | Angleterre      |
| 18 | Marcus Owen     | Angleterre      |
| 19 | Ian Anderson    | Australie       |
| 20 | Paddy Morgan    | Australie       |
| 21 | Bernard Bennett | Angleterre      |
| 22 | David Greaves   | Angleterre      |
| 23 | Pat Houlihan    | Angleterre      |